# Abril (canção)
"Abril", também conhecida como "Nação da Cruz", é uma canção da cantora brasileira Daniela Araújo, lançada em abril de 2015 como o segundo single do álbum Doze, lançado em janeiro de 2017.[carece de fontes?]
A canção fez parte do projeto 'Eu Componho com Daniela Araújo', em que a cantora escreveu músicas a cada mês de 2015 conforme temas sugeridos pelos fãs e internautas. Em abril, o público sugeriu o tema igreja perseguida, pelo qual Daniela, juntamente com o irmão Jorginho Araújo e o rapper Kivitz, escreveram a música.
A composição se tornou uma das faixas mais populares do disco. Por ela, Daniela e Kivitz lançaram um clipe em novembro do mesmo ano. Algumas das imagens foram inspiradas num ataque terrorista ocorrido em Paris, em 2015.

## Faixas
1. "Abril" - 3:50

## Ficha técnica
Lista-se abaixo os profissionais envolvidos na produção de "Janeiro", de acordo com o encarte do disco.
- Daniela Araújo - vocais, composição, produção musical, arranjo
- Kivitz - vocais, composição
- Jorginho Araújo - produção musical, composição, arranjos, teclados, programações
- João Carlos Mesquita (Cuba) – mixagem
- David Lee – masterização